# Gymnelia perniciosa
Gymnelia perniciosa är en fjärilsart som beskrevs av Paul Dognin 1923. Gymnelia perniciosa ingår i släktet Gymnelia och familjen björnspinnare. Inga underarter finns listade i Catalogue of Life.